# Arnold von Reden
Arnold von Reden (vollständiger Name Arnold Eduard Heino Albrecht Hartwig Wulbrand Ido von Reden; * 19. April 1832 in Bönnigsen; † 14. August 1918 in Reden) war ein  Parteifunktionär und Zeitungsverleger.

## Leben

### Familie
Arnold von Reden wurde 1832 als Mitglied des Adelsgeschlechtes von Reden geboren. Er war der Sohn und das jüngste von vier Kindern von August von Reden (* Franzburg, den 11. Dezember 1788; † 24. April 1874 ebenda), Herr auf Rittergut Franzburg und Hermannsburg III, Königlich Hannoverscher Oberforstmeister und Landrat, und der Henriette von Wurmb (* 25. Februar 1799 in Einbeck; † 1. Oktober 1873 in Franzburg).
Er heiratete Marie von Anderten beziehungsweise Mary von Anderten (Charlotte Frieda Wilhelmine Marie von Anderten; * 10. April 1851 in Celle) am 9. Oktober 1873 in Himmelsthür. Mit seiner Ehefrau aus dem Geschlecht von Anderten hatte von Reden vier Kinder;
- Tochter Ida (Ida Charlotte Marie Henriette von Reden; * 18. Mai 1876 in Hannover), die am 16. Februar 1904 in Pattensen Werner von Meding heiratete[4]
- Georg von Reden (* 24. September 1877 in Hannover), Königlich Preußischer Referendar in Hannover[4]
- Thyra von Reden (* 3. April 1879 in Hannover; † 28. Januar 1973 in Bückeburg), die am 23. April 1904 in Reden[6] den Fürstlich Schaumburg-Lippischen Hofkammer- und Forstrat Bodo von Harling heiratete.[4]
- Eberhard von Reden (Moritz Bechthold Harry Hans Eberhard von Reden; * 20. Mai 1881 in Hannover), Student der Forstwissenschaften.[4]

## Werdegang
Er besuchte die Ritterakademie Lüneburg und trat danach in die Hannoversche Armee ein. Er stieg bis zum Premierleutnant auf und wurde am 17. Mai 1858 zum Rittmeister ernannt.
Nach der Schlacht bei Langensalza und der Annexion des hannoverschen Staatsgebietes durch Preußen im Jahr 1866 schied von Reden aus den militärischen Diensten aus und betätigte sich vor allem bei dem Zusammenschluss der Oppositionsbewegung gegen die preußische Politik. Im Zuge der Bildung des „hannoverschen Wahlvereins“, der Deutsch-Hannoverschen Partei (DHP) spielte von Reden eine wichtige Rolle bei der Einberufung von Volksversammlungen. Nach seiner Wahl ins Direktorium des Hannoverschen Wahlvereins wurde er zum stellvertretenden Vorsitzenden der Partei gewählt. Zwar war es Graf Berthold von Bernstorff, der „als grand seigneur die Partei nach allen Richtungen repräsentierte“, während von Reden nach außen hin kaum wahrgenommen wurde. Von Reden aber leitete die eigentliche Geschäftsführung der DHP. Dabei entwickelte er ein besonderes Geschick sowohl bei der Suche als auch bei der Auswahl von Kandidaten und Vertrauensmännern innerhalb der einzelnen Wahlkreise. Wichtig war ihm dabei insbesondere das eindeutige Bekenntnis zum Rechtsstandpunkt der welfischen Bewegung. So bewegte er unzuverlässige Kandidaten zum Rücktritt und schaltete sie in einigen Wahlkreisen erfolgreich mit Hilfe der Wahlkreisorganisationen aus.
Aufgrund dieser Strenge sowie seines aristokratischen Gesinnung geriet von Reden vielfach in einen Gegensatz zu anderen Gruppierungen innerhalb der DHP. Insbesondere für Ludwig Windthorst war der Vertreter der „Rittmeister-Partei“ innerhalb der DHP regelmäßig Anlass zu innerparteilicher Opposition. Doch von Reden und seine Gesinnungsgenossen hielten dagegen; und schließlich gelang es mit Hilfe des nach Gmunden exilierten Hofes, Windthorsts Versuche einer gegenteiligen Einflussnahme zurückzudrängen.
Unterdessen hatten sich beim wichtigsten Presseorgan der DHP, der Deutschen Volkszeitung, die anfangs von Graf Bernstorff, dem ehemals hannoverschen Kultusminister Bodo von Hodenberg und „das Ausschussmitglied Cronenfeld“ geführt worden war, die finanziellen Verluste angehäuft. Schließlich übertrugen von Bernstorff und Cronenberg ihre Eigentumsrechte an den Konsistorialrat Ernst Cammann, den Bürgervorsteher Friedrich Behre und Arnold von Reden. Hodenberg behielt zwar seine Anteile, verzichtete doch auf jedes Recht der Einflussnahme. Der erhebliche Einfluss von von Reden auf die Deutsche Volkszeitung steigerte sich noch durch die Übernahme der Anteile nach Cammans Tod 1875 und dem Ausscheiden von Behre.

## Archivalien
Archivalien von und über Arnold von Reden finden sich beispielsweise
- im Besitz des Niedersächsischen Landesarchivs (Standort Hannover)
  - unter der Archivsignatur NLA HA MS O Nr. 04 je eine elektronische Kopie von von Redens Manuskript
    - „Im Auftrage des König nach Paris“. Erinnerungen des Rittmeisters Arnold von Reden über seine Reise im Auftrage König Georgs V. von Hannover von Gmunden nach Paris im Jahre 1870
      - aus dem Besitz von Georg von Reden, Pattensen-Reden[11]
      - als Abschrift des Manuskripts aus dem Besitz von Herrn von Rössing, Stemmen[11]

  - ein Band mit dem Titel Pensionszuschuß des Rittmeisters Arnold von Reden aus der Laufzeit von 1878 bis 1918, Archivsignatur  NLA HA Dep. 103 XX Nr. 532[12]